# Cymru North
Cymru North – drugi poziom rozgrywek ligowych w piłkę nożną w części północnej Walii, po raz pierwszy zorganizowany w 2019 roku. Zastąpił Cymru Alliance.

## Format
W rozgrywkach bierze udział 17 klubów, którzy zmagają się przez 2 rundy systemem kołowym, w sumie 30 kolejek. Mistrz może awansować do Welsh Premier League, jeżeli uzyska Licencję Krajową. Jeśli nie uzyska licencji, to zespół, który zajął drugie miejsce, w wypadku uzyskania licencji, może być promowany zamiast mistrza. Najsłabsze drużyny ligi spadają do FAW League One.

## Historia
Druga liga w Walii składa się z dwóch grup: północnej o nazwie Cymru North oraz południowej o nazwie Cymru South, które zostały założone w 2019 roku. W 1990 powstała Cymru Alliance, która połączyła mistrzostwa regionu północy Walii i mistrzostwa regionu środkowej części Walii. Wcześniej od 1945 istniały trzy regionalne ligi (północ, środek, południe), w których walczono o mistrzostwo regionu. Do 1992 na szczeblu centralnym nie prowadzono rozgrywek o mistrzostwo Walii. Po utworzeniu Welsh Premier League w 1992 roku Cymru Alliance razem z Welsh Football League First Division stała drugim poziomem rozgrywek w Walii. Latem 2019 Cymru Alliance został zastąpiony przez Cymru North, a Welsh Football League First Division przez Cymru South.

## Skład ligi w sezonie 2019/2020
| Klub              | Siedziba                |
| ----------------- | ----------------------- |
| Bangor City       | Bangor                  |
| Buckley Town      | Buckley                 |
| Colwyn Bay        | Colwyn Bay              |
| Conwy Borough     | Conwy                   |
| Corwen            | Corwen                  |
| Flint Town United | Flint                   |
| Gresford Athletic | Gresford                |
| Guilsfield        | Guilsfield              |
| Llandudno         | Llandudno               |
| Llanfair United   | Llanfair                |
| Llangefni Town    | Llangefni               |
| Llanrhaeadr       | Llanrhaeadr-ym-Mochnant |
| Penrhyncoch       | Penrhyn-coch            |
| Porthmadog        | Porthmadog              |
| Prestatyn Town    | Prestatyn               |
| Rhyl              | Rhyl                    |
| Ruthin Town       | Ruthin                  |

## Zwycięzcy rozgrywek
- 2019/2020: ?